# Твін-Сіті (Джорджія)
Твін-Сіті (англ. Twin City) — місто (англ. city) в США, в окрузі Емануель штату Джорджія. Населення — 1642 особи (2020).

## Географія
Твін-Сіті розташований за координатами 32°34′56″ пн. ш. 82°9′34″ зх. д. / 32.58222° пн. ш. 82.15944° зх. д. (32.582230, -82.159372).  За даними Бюро перепису населення США в 2010 році місто мало площу 9,36 км², з яких 9,25 км² — суходіл та 0,10 км² — водойми.

## Демографія
Згідно з переписом 2010 року, у місті мешкали 1742 особи в 520 домогосподарствах у складі 349 родин. Густота населення становила 186 осіб/км².  Було 595 помешкань (64/км²).
Расовий склад населення:
| - 53,5 % — чорних або афроамериканців - 44,4 % — білих - 0,3 % — азіатів - 0,1 % — вихідців з тихоокеанських островів - 0,1 % — корінних американців - 1,0 % — осіб інших рас |

До двох чи більше рас належало 0,6 %. Частка іспаномовних становила 1,8 % від усіх жителів.
За віковим діапазоном населення розподілялося таким чином: 21,0 % — особи молодші 18 років, 65,8 % — особи у віці 18—64 років, 13,2 % — особи у віці 65 років та старші. Медіана віку мешканця становила 37,5 року. На 100 осіб жіночої статі у місті припадало 119,4 чоловіків;  на 100 жінок у віці від 18 років та старших — 122,3 чоловіків також старших 18 років.
Середній дохід на одне домашнє господарство  становив 31 072 долари США (медіана — 22 829), а середній дохід на одну сім'ю — 38 681 долар (медіана — 26 014). За межею бідності перебувало 55,2 % осіб, у тому числі 64,0 % дітей у віці до 18 років та 31,8 % осіб у віці 65 років та старших.
Цивільне працевлаштоване населення становило 469 осіб. Основні галузі зайнятості: освіта, охорона здоров'я та соціальна допомога — 26,9 %, виробництво — 17,3 %, роздрібна торгівля — 11,9 %, мистецтво, розваги та відпочинок — 10,2 %.